# Félix Castillo
Pour les articles homonymes, voir Castillo.
Félix Castillo Tardío (Chincha Alta, 21 février 1928 – Lima, 12 octobre 1978) est un footballeur péruvien qui jouait au poste d'attaquant.

## Biographie

### Carrière en club
Surnommé Aretino, il fait ses débuts à l'Alianza Lima en 1946, puis remporte le championnat du Pérou deux ans plus tard. Il émigre en Colombie afin de jouer pour l'América de Cali entre 1950 et 1951 et y marque 24 buts en 72 rencontres. 
Il revient à l'Alianza Lima et remporte trois autres championnats dans les années 1950 (voir palmarès). Il raccroche les crampons en 1961 au Defensor Lima.

### Carrière en équipe nationale
International péruvien de 1948 à 1956, Félix Castillo a l'occasion de représenter son pays à 31 reprises, pour sept buts marqués. Il participe notamment aux championnats sud-américains de 1947, 1949, 1955 et 1956, ainsi qu'au championnat panaméricain de 1956.

#### Buts en sélection
| Buts en sélection de Félix Castillo | Buts en sélection de Félix Castillo | Buts en sélection de Félix Castillo                 | Buts en sélection de Félix Castillo | Buts en sélection de Félix Castillo | Buts en sélection de Félix Castillo | Buts en sélection de Félix Castillo |
|                                     | Date                                | Lieu                                                | Adversaire                          | Score                               | Résultat                            | Compétition                         |
| ----------------------------------- | ----------------------------------- | --------------------------------------------------- | ----------------------------------- | ----------------------------------- | ----------------------------------- | ----------------------------------- |
| 1.                                  | 6 décembre 1947                     | Estadio George Capwell, Guayaquil (Équateur)        | Paraguay                            | 1-0                                 | 2-2                                 | Champ. sud-am. 1947                 |
| 2.                                  | 10 avril 1949                       | Stade São Januário, Rio de Janeiro (Brésil)         | Colombie                            | 3-0                                 | 4-0                                 | Champ. sud-am. 1949                 |
| 3.                                  | 20 avril 1949                       | Stade São Januário, Rio de Janeiro (Brésil)         | Équateur                            | 3-0                                 | 4-0                                 | Champ. sud-am. 1949                 |
| 4.                                  | 30 avril 1949                       | Stade São Januário, Rio de Janeiro (Brésil)         | Chili                               | 2-0                                 | 3-0                                 | Champ. sud-am. 1949                 |
| 5.                                  | 4 mai 1949                          | Stade du Général Severiano, Rio de Janeiro (Brésil) | Uruguay                             | 2-0                                 | 4-3                                 | Champ. sud-am. 1949                 |
| 6.                                  | 6 mars 1955                         | Estadio Nacional, Santiago (Chili)                  | Chili                               | 2-1                                 | 5-4                                 | Champ. sud-am. 1955                 |
| 7.                                  | 9 février 1956                      | Estadio Centenario, Montevideo (Uruguay)            | Chili                               | 1-1                                 | 3-4                                 | Champ. sud-am. 1956                 |

### Décès
Félix Castillo meurt à Lima en octobre 1978. En guise d'hommage, un stade de football porte son nom l'Estadio Félix Castillo Tardío, dans sa ville natale de Chincha Alta.

## Palmarès
| Alianza Lima - Championnat du Pérou (4) : - Champion : 1948, 1952, 1954 et 1955. |  | Pérou - Jeux bolivariens (1) : - Vainqueur : 1947-1948. - Championnat sud-américain : - Troisième : 1949 et 1955. |